# Боґачево (Острудський повіт)
Боґачево (пол. Bogaczewo, нім. Güldenboden) — село в Польщі, у гміні Моронґ Острудського повіту Вармінсько-Мазурського воєводства.
Населення — 400 осіб (2011).
У 1975-1998 роках село належало до Ольштинського воєводства.

## Демографія
Демографічна структура станом на 31 березня 2011 року:
|          | Загалом | Допрацездатний вік | Працездатний вік | Постпрацездатний вік |
| -------- | ------- | ------------------ | ---------------- | -------------------- |
| Чоловіки | 201     | 50                 | 126              | 25                   |
| Жінки    | 199     | 37                 | 111              | 51                   |
| Разом    | 400     | 87                 | 237              | 76                   |